# 瓦哈格恩

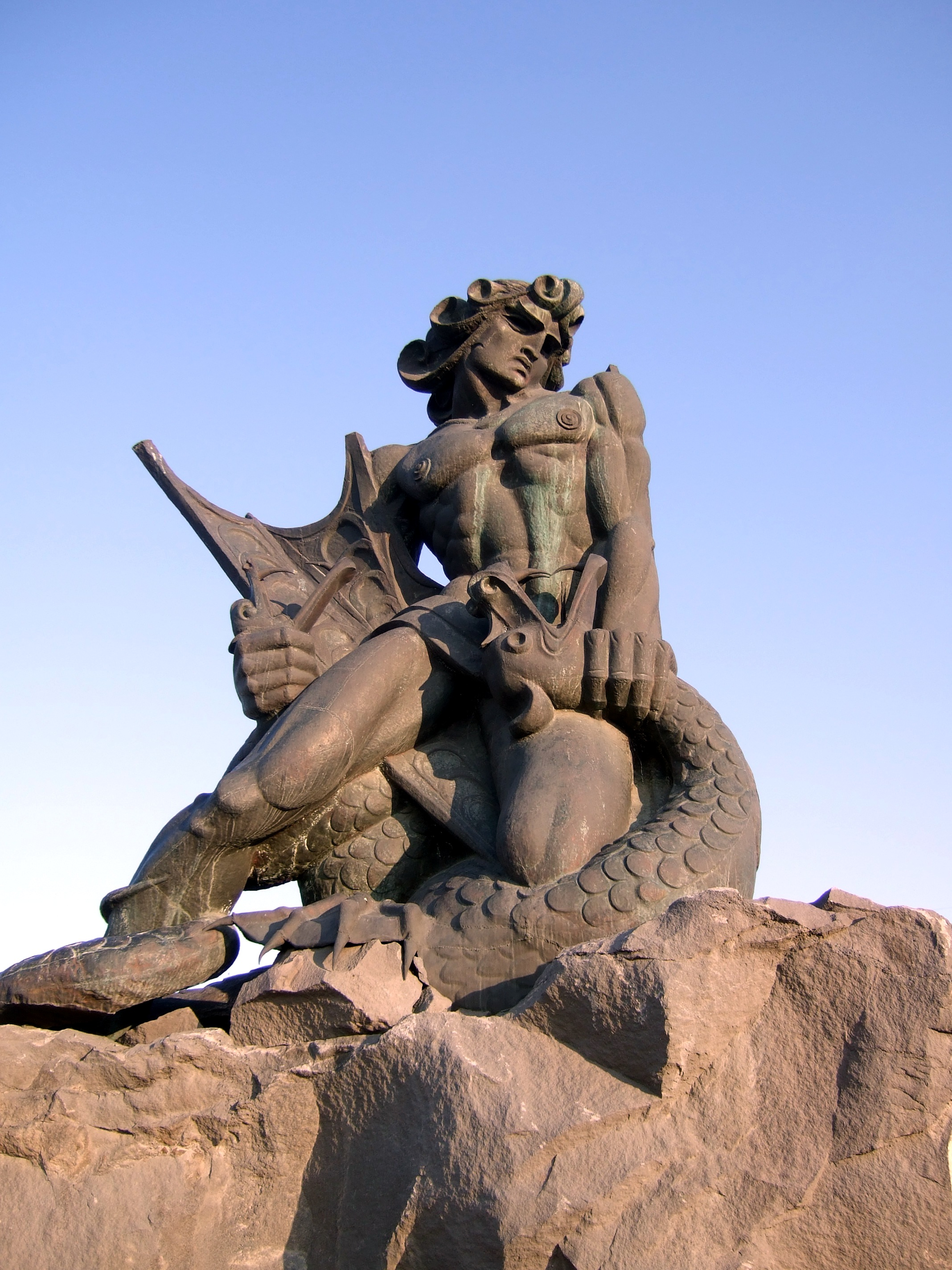
瓦哈格恩龙扼着一条巨龙的雕像，位于埃里温市。

瓦哈格恩（Vahagn，屠龙者），亦名瓦阿基，是亚美尼亚火神和古代所崇拜的战神。有一段时间，他与阿玛兹、阿纳希特一道出现。瓦哈格恩被认定是希腊神话中的赫拉克勒斯。 Vahévahian寺庙的祭司声称放在他们圣所里的一座希腊英雄雕像，就是他们的祖先瓦哈格恩。在亚美尼亚翻译的圣经中，“提尔(Tyr)所崇拜的赫拉克勒斯”被改名为“瓦哈格恩”。
在神话即是历史论者看来，所有的神，都是历史上真实存在过的人。瓦哈格恩也是如此，他被列入亚美尼来国王的行列，与他的兄弟-巴布（Bab）和蒂兰（Tiran）一道，都是公元前6世纪叶凡杜尼（Yervand）的儿子。

## 神话传说
瓦哈格恩是雷电之神，天和地以及火红的大海在痛苦中生下了他；还有一根喷放浓烟和火焰的红色芦苇也起了催生作用。瓦哈格恩从芦苇的火焰中出世。他是个长着火焰头发，火焰胡须，两眼就像两个太阳的青年。他一降生，立即同众维沙普展开了博斗，并占用了他们，由此获得了“维沙帕卡赫”的别名，意为“维沙普的敌手”。关于他的神话故事大约形成于公元前一千年的中期，以印度-伊朗的关于雷雨之神同蛇身恶魔博斗并会客厅战胜它们的神话故事为基础。最初时他曾被称为“因陀罗·弗栗多汗”，意为“杀死弗栗多者”。他与维沙普的博斗，乃是天神惩处人格化的暴风雨、旋风或雷雨乌云-即维沙普恶魔而掀起的“雷雨之战”。在希腊化时代，他与赫剌克勒斯等同。相传，他是亚美尼亚人的祖先，在一个寒冷的冬天，他从亚述人的始祖巴尔沙姆（即巴尔沙明）家偷了一捆稻草，躲藏到天上去。当他抱着偷来的稻草在天上行走时，路上洒落了一些细碎的草屑，它们化作了银河，因此亚美尼亚人把银河叫作“偷稻草者走过的路”。据另一传说，他不是神，而是梯格兰王之子。他杀死了阿日达哈克，是维沙变的对手，为纪念他在阿什季沙特、阿赫瓦坎、小阿赫巴克（现土耳其境内）修筑了神庙。

## 参阅资料
1. ↑  《世界神话辞典》：第91页，辽宁人民出版社